# Salpis sticte
Salpis sticte är en fjärilsart som beskrevs av Frederick H. Rindge 1971. Salpis sticte ingår i släktet Salpis och familjen mätare. Inga underarter finns listade.